# Фуладшехр
Фуладше́хр (перс. فولادشهر‎, рус. «Город стали»), ранее Ариаше́хр — город в центральном Иране, в провинции Исфахан. Входит в состав шахрестана Ленджан.

## География
Город находится в юго-западной части Исфахана, в гористой местности центрального Загроса, на высоте 1704 метров над уровнем моря.
Фуладшехр расположен на расстоянии приблизительно 21 километров к юго-западу от Исфахана, административного центра провинции и на расстоянии 347 километров к югу от Тегерана, столицы страны. Ближайший аэропорт расположен в городе Зерриншехр.

## История
В 1964 году проводивший модернизацию Ирана шах Мохаммед Реза Пехлеви заключил договор с Советским Союзом о строительстве крупного металлургического завода «Исфахан Стил Компани» (ESCO) в пригороде Исфахана. Строительные работы начались в 1967 году, а в 1974 году состоялся торжественный запуск завода с участием Председателя Совета министров СССР Алексея Косыгина.
Город Фуладшехр был построен параллельно со строительством завода для проживания его работников. В 1960-е и 1970-е в городе также проживали советские специалисты, строившие металлургический завод и город Фуладшехр.

## Архитектура
Фуладшехр (первоначально Ариашехр) стал первым современным крупным городом Ирана, строящимся по единому генеральному плану. План города был разработан московским институтом ГИПРОГОР под руководством архитектора Анатолия Мелик-Пашаева и урбаниста-профессора МГУ Евгения Перцика. В проектировании и создании Фуладшехра активно участвовали московские и тбилисские проектировщики и строители. Генеральный план города Ариашехр был подготовлен к 1969 году и удостоился включения в международную Энциклопедию урбанизации, изданную в США в 1974 году.
Южная часть города имеет регулярную радиально-полукольцевую планировку. Радиальные бульвары и улицы и пересекающие их полукольцевые бульвары делят город на кварталы. В городе построено 36 кварталов, и еще 9 находятся в процессе строительства. Кварталы имеют специальное обозначение, состоящее из латинской буквы (A, B, C) и цифры. Первая латинская буква обозначает географическое местоположение: на востоке города находятся кварталы группы A, западнее них кварталы группы B, и т. д. По мере продвижения на запад, радиально-полукольцевая структура «улиткой» разворачивается в прямоугольную в направлении северо-запада.
Кварталы на юго-востоке Фуладшехра застроены многоквартирными домами по микрорайонному принципу. Квартал B5 застроен многосекционными панельными домами советского типа.

## Население
По данным переписи, на 2006 год население составляло 55 496 человек. В 2016 году в городе жили 88 426 человек.
| 1996   | 2006   | 2012   |
| ------ | ------ | ------ |
| 39 264 | 55 496 | 66 546 |

## Экономика
К юго-западу от города расположен Исфаханский металлургический комбинат (Esfahan Steel Company, ESCO) — одно из крупнейших металлургических предприятий Ирана.
В окрестностях города расположен крупный цементный завод «Симан Сепахан».

## Спорт
В Фуладшехре расположен одноименный стадион, который является домашней ареной футбольных клубов «Зоб Ахан» и «Сепахан».